# Copenhagen Porcelain by Bing & Grøndahl
Copenhagen Porcelain by Bing & Grøndahl er en dansk dokumentarfilm fra 1980.

## Handling
Denne artikel mangler et handlingsreferat. Hjælp os med at skrive det.